# Halicampus dunckeri
Halicampus dunckeri är en fiskart som först beskrevs av Paul Chabanaud 1929.  Halicampus dunckeri ingår i släktet Halicampus och familjen kantnålsfiskar. Inga underarter finns listade i Catalogue of Life.